# Cálbidas (dinastia)
Os cálbidas foram uma dinastia árabe muçulmana da tribo dos calbitas na Sicília, que reinou de 948 a 1053. Eles foram formalmente nomeados pelos fatímidas, mas ganharam, gradualmente, um governo autônomo de fato.
Em 827, em meio a um conflito interno bizantino, os aglábidas chegaram a Marsala, na Sicília, com uma frota de 10 000 homens sob o comando de Assade ibne Alfurate. Palermo foi conquistada em 831 e tornou-se a nova capital. Siracusa caiu em 878 e em 902 o último posto avançado bizantino, Taormina, foi tomado.